# 于帅
于帅（1989年6月28日—）出生于中华人民共和国山东省青岛，是一名中国足球运动员，司职前鋒，现效力于深圳佳兆业。

## 职业生涯
2003年于帅进入山东鲁能泰山的鲁能足校。2008年进入山东鲁能泰山一队，同年入选中国国青队参加了亚青赛。
于帅2009年入选山东省足球代表队甲组，参加了在济南进行的十一运男子足球甲组决赛阶段比赛。在8月1日的三四名决赛中，于帅接到郑铮送出的助攻头球得分，帮助球队落后情况下战平辽宁队，最终通过点球获得第三名。
2012年夏季租借至中乙球队北京亿通，出场14次进5球。
2013年2月28日以自由转会方式加盟中甲球队深圳红钻。 本在賽季前半段有获得數次比賽机会，在屡次违反队规后被下放预备队至賽季結束。
2014赛季，缺兵少将的深圳队的主帅李毅将于帅召回一线队，作为替补。在足协杯第二轮对老东家山东鲁能的比赛中，于帅代替由于欠薪拒绝出阵的外援首发出场，也是约一年多来的首次正式比赛出场。但不久后在做客青岛海牛的比赛中由于在替补席上抗议裁判判罚而被红牌罚出，亦被足协追加停赛及罚款。
2016年夏季被深圳佳兆业队租借至中乙球队河北精英。

## 荣誉

### 山东鲁能泰山
- 中国足球超级联赛冠军：2008, 2010